# 田中千代 (教育者)

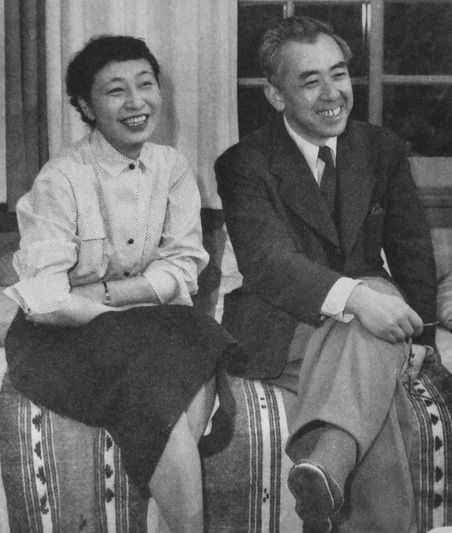
夫・薫とともに（1954年）

田中 千代（たなか ちよ、1906年〈明治39年〉8月9日 - 1999年〈平成11年〉6月28日）は、日本の教育者、服飾デザイナー。田中千代学園理事長、田中千代服飾専門学校校長。昭和初期に渡欧し欧米の文化・服飾を学び、日本に近代洋裁教育、服飾デザインの礎を作った。民族衣装の研究・収集家でもあった。
東京で外交官松井慶四郎（後に外務大臣）と松井照子の長女として生まれる。照子は鉄道王と言われた今村清之助の孫にあたる。弟に元駐フランス大使の松井明がいる。

## 来歴
1923年、雙葉高等女学校（現在の雙葉学園）を卒業する。1924年10月に地理学者の田中薫と結婚した。
1927年、東京・御茶ノ水の文化学院大学部に入学。アテネフランセにも通い語学の勉強をする。1928年、薫の欧米留学（文部省在外研究員）に同行し渡欧。ロンドン、パリ、ニューヨークに滞在する。渡欧中に語学、服飾デザインを学ぶ。
1930年、スイスでバウハウスの初代のメンバーであるヨハネス・イッテンから日本女性として初めて教育を受ける。
1931年に日本へ帰国。帰国途中の船上で鐘淵紡績（現・クラシエホールディングス）の創始者武藤山治の妻千世子と知り合う。翌年、田中は鐘淵紡績の顧問となった。
1933年、阪急百貨店婦人服部の初代デザイナーとなる。同年、心斎橋鐘紡のウィンドウでドレスを発表した。
1937年 兵庫県武庫郡本山村（現在の神戸市東灘区岡本）に田中千代洋裁研究所を開設する。
太平洋戦争後の1947年、佐々木営業部（現レナウン）内に田中千代デザインルームを開設した。翌年には財団法人田中千代学園を設立して、理事長・学園長となる（1951年私立学校法の施行に伴い、学校法人田中千代学園へ改組）。
1952年 当時の皇后（香淳皇后）の衣裳の相談役となる。
1957年 東京都渋谷区に東京田中千代服装学園（現・東京田中短期大学）を開校した。1958年 皇太子明仁親王（現・明仁上皇）の成婚に際し、香淳皇后・皇太子妃美智子（現・上皇后美智子）・清宮貴子内親王の衣装の製作にあたる。
1969年には防衛庁の依頼により婦人自衛官の制服をデザインした。
1972年、東京都町田市に田中千代学園短期大学（その後東京田中短期大学）を開校する。

## 受賞歴
- 1955年 - 兵庫県文化賞[1][2]
- 1956年 - 産経服装文化章[1]
- 1968年 - 藍綬褒章[1]
- 1977年 - 勲三等瑞宝章[1]
- 1991年 - 東京都名誉都民[1]

## 主な著作
- 『新女性の洋装』南光社、1933年、NDLJP:1241820
- 『皇后さまのデザイナー : モード随筆』文芸春秋新社、1955年、NDLJP:2476712
- 『世界の服飾デザイナー20人 : 私の会った懐しい人達とその作品』源流社、1978年、全国書誌番号:78032595

## 服飾事典
- 『図解服飾事典』婦人画報社、1955年、NDLJP:2474787
- 『服飾事典』同文書院、1969年、全国書誌番号:71002173
- 『田中千代服飾事典 : 新語と増補』同文書院、1990年、ISBN 4-8103-0009-9
- 『新・田中千代服飾事典』同文書院、1998年、ISBN 4-8103-0022-6

## 関連文献
- 西村勝『田中千代 日本最初のデザイナー物語』実業之日本社、1994年、ISBN 4-408-10146-X